# 冉繼志
冉繼志（1459年—？），字孝隆，直隸保定府蠡縣人，明朝政治人物。

## 生平
成化十六年（1480年）庚子科順天府鄉試第四十七名舉人。弘治六年（1493年）中式癸丑科會試第二百八十名，三甲第一百三十一名進士。累官順天府治中，正德十一年五月升陕西苑馬寺少卿，正德十二年（1517年）考察，以年老致仕。

## 家族
曾祖冉春，贈經歷；祖父冉藝，州同知；父冉誠，義官。母郭氏。具庆下。弟续宗。